# Green Cairn
Green Cairn är en fornborg i Storbritannien. Den ligger i kommunen Aberdeenshire och riksdelen Skottland. Green Cairn ligger 54 meter över havet.
Terrängen runt Green Cairn är kuperad åt nordväst, men åt sydost är den platt. Runt Green Cairn är det ganska tätbefolkat, med 86 invånare per kvadratkilometer. Närmaste större samhälle är Brechin, 12 km söder om Green Cairn. Trakten runt Green Cairn består till största delen av jordbruksmark.